# جلان إتش ديفيدسون
جلان إتش ديفيدسون (بالإنجليزية: Glen H. Davidson)‏ هو قاضي ومحامي وضابط أمريكي، ولد في 1941 في بونتوتوك في الولايات المتحدة.